# Террелл, Эрни
Эрни Террелл (англ. Ernie Terrell, 4 апреля 1939, Белзони, Миссисипи — 16 декабря 2014, Эвергрин Парк, Иллинойс) — американский певец, музыкальный продюсер и бывший чемпион мира по боксу в тяжёлом весе всемирной боксёрской ассоциации (ВБА). Он был очень высоким по стандартам того времени: 195-198 см. — одним из самых высоких чемпионов.

## Жизнь и карьера
Террелл — старший брат Джейн Террелл, вокалистки группы The Supremes начала 1970-х. В 1960-х она с группой пела песню «Ernie Terrell & the Knockouts».
В своей ранней боксёрской карьере Террелл победил нескольких сильных противников, включая Кливленда Уильямса, Зора Фолли и будущего чемпиона в полутяжёлом весе Боба Фостера. Но больше всего его запомнили за вызов, брошенный им чемпиону мира в супертяжёлом весе Мохаммеду Али 6 февраля 1967 года — один бой, в котором он был жестоко избит.
Али запланировал бой с чемпионом ВБА Эрни Терреллом (ВБА лишило Али титула после его согласия на матч-реванш с Листоном) 29 марта, но Террелл при поддержке со стороны Али в матче из 15 раундов победил Джорджа Чувало, заменившего противника. Всемирная боксёрская ассоциация устроила матч Террелла против Эдди Мэчена за вакантный титул. Террелл разгромил Мэчена 5 марта 1965 года. Он продержался до 6 февраля 1967 года, когда его победил Мохаммед Али. В это время большинство в мире бокса продолжали признавать Али законным чемпионом, поскольку он не потерял своё чемпионство в боксёрском матче. Конкурент ВБА, всемирный боксёрский совет, также продолжал признавать Али чемпионом.
Будучи чемпионом ВБА, Террелл дважды защищал титул, победив Дуга Джонса и Джорджа Чувало.